# لياندرو سيزار دي سوزا
لياندرو سيزار دي سوزا (6 يوليو 1979 في اراراكوارا في البرازيل – )؛ هو لاعب كرة قدم سابق كان يلعب كلاعب وسط.

## وصلات خارجية
- لياندرو سيزار دي سوزا على موقع رابطة كرة القدم اليابانية للمحترفين (اليابانية)
- لياندرو سيزار دي سوزا على موقع قاعدة بيانات كرة القدم.إي يو (الإنجليزية)
- لياندرو سيزار دي سوزا على موقع Soccerway.com (الإنجليزية)